# Nurungji
Nurungji is een snack uit de Koreaanse keuken. Het is de naam van de dunne korst rijst die achterbleef toen rijst nog gekookt werd in grote potten boven een open vuur. Deze restjes werden niet weggegooid maar gegeten als snack.
Het is ook mogelijk om de nurungji weer te koken in water, zo ontstaat dan nurungji bap (누룽지밥) of nureun bap (눌은밥)
Met de komst van elektrische rijstkokers verdween ook nurungji als restje dat achterbleef. Nu wordt nurungji vaak gemaakt door een laagje rijst te bakken in een pan. In Zuid-Korea wordt het gerecht ook verpakt verkocht.

## Bibimbap
Het knapperige laagje rijst dat men vindt op de bodem van een dolsot bibimbap (돌솥 비빔밥) pot.